# Frenchman River
Frenchman River (in Kanada) oder Frenchman Creek (in den Vereinigten Staaten) ist ein Fluss in der kanadischen Provinz Saskatchewan und dem US-Bundesstaat Montana. Er ist ein linker Nebenfluss des Milk River, der wiederum ein Nebenfluss des Missouri ist.
Die Flusslänge beträgt etwa 341 km.
Die Namensherkunft ist unklar, wenngleich Métis als auch frankophone Siedler Anfang des 20. Jahrhunderts seine Ufer bewohnten.
Die Frenchman-Formation, eine stratigraphische Einheit des Westkanadischen Sedimentationsbecken, wurde nach dem Fluss benannt.

## Flusslauf
Seinen Ursprung hat der Fluss im Cypress Lake, in den Cypress Hills gelegen, auf einer Höhe von 975 m. Er fließt zuerst ostwärts nach Eastend. Dort kreuzt der Saskatchewan Highway 13 den Flusslauf. Anschließend wendet sich der Frenchman River nach Südosten. Bei Flusskilometer 252 überquert der Saskatchewan Highway 18 bei der Siedlung Val Marie den Frenchman River. Der Flussabschnitt zwischen den Flusskilometern 234 und 137 liegt im Grasslands-Nationalpark. Beim Durchfließen des Grasslands-Nationalparks beginnt der Frenchman River an zu mäandern. Bei Flusskilometer 137 überquert er die Staatsgrenze nach Montana, wo er nördlich von Saco im Phillips County in den Milk River mündet. Mehrere Stauseen (Eastend Reservoir, Huff Lake, Newton Lake) wurden entlang des Flusslaufs errichtet. Der Fluss wird zur Bewässerung des Umlands genutzt.

## Fauna
Folgende Fischarten kommen u. a. im Frenchman River vor: Glasaugenbarsch, Amerikanischer Flussbarsch, Hecht, Quappe, Karpfen, Catostomus commersonii und Moxostoma macrolepidotum.